# Nederlandse kampioenschappen schaatsen afstanden 2010 - 5000 meter mannen
De 5000 meter mannen op de Nederlandse kampioenschappen schaatsen afstanden 2010 werd gehouden op vrijdag 30 oktober 2009. Er waren vijf plaatsen te verdelen voor de Wereldbeker schaatsen 2009/10. Titelverdediger was Sven Kramer die de titel pakte tijdens de Nederlandse Kampioenschappen Schaatsen Afstanden 2009

## Statistieken

### Uitslag
| #      | Schaatser           | Tijd       |
| ------ | ------------------- | ---------- |
| Goud   | Sven Kramer         | 6.20,71    |
| Zilver | Bob de Jong         | 6.23,13    |
| Brons  | Wouter Olde Heuvel  | 6.25,33    |
| 4      | Koen Verweij        | 6.26,37 PR |
| 5      | Carl Verheijen      | 6.27,27    |
| 6      | Jan Blokhuijsen     | 6.28,25    |
| 7      | Arjen van der Kieft | 6.29,95    |
| 8      | Renz Rotteveel      | 6.30,15 PR |
| 9      | Ted-Jan Bloemen     | 6.31,17    |
| 10     | Tim Roelofsen       | 6.31,68    |
| 11     | Bob de Vries        | 6.31,84    |
| 12     | Mark Ooijevaar      | 6.34,79    |
| 13     | Ben Jongejan        | 6.36,08    |
| 14     | Jouke Hoogeveen     | 6.37,31 PR |
| 15     | Boris Kusmirak      | 6.38,23    |
| 16     | Willem Hut          | 6.38,67 PR |
| 17     | Joost Kool          | 6.39,87    |
| 18     | Pim Cazemier        | 6.40,48    |
| 19     | Tom Prinsen         | 6.42,10    |
| 20     | Robbert de Rijk     | 6.47,40    |

### Loting
| Rit | Binnenbaan      | Buitenbaan          |
| --- | --------------- | ------------------- |
| 1   | Willem Hut      | Robbert de Rijk     |
| 2   | Jouke Hoogeveen | Pim Cazemier        |
| 3   | Tim Roelofsen   | Boris Kusmirak      |
| 4   | Joost Kool      | Renz Rotteveel      |
| 5   | Mark Ooijevaar  | Tom Prinsen         |
| 6   | Koen Verweij    | Arjen van der Kieft |
| 7   | Ted-Jan Bloemen | Ben Jongejan        |
| 8   | Bob de Vries    | Jan Blokhuijsen     |
| 9   | Sven Kramer     | Wouter Olde Heuvel  |
| 10  | Bob de Jong     | Carl Verheijen      |

1987 · 
1988 · 
1989 · 
1990 · 
1991 · 
1992 · 
1993 · 
1994 · 
1995 · 
1996 · 
1997 · 
1998 · 
1999 · 
2000 · 
2001 · 
2002 · 
2003 · 
2004 · 
2005 · 
2006 · 
2007 · 
2008 · 
2009 · 
2010 · 
2011 · 
2012 · 
2013 · 
2014 · 
2015 · 
2016 · 
2017 · 
2018 · 
2019 · 
2020 · 
2021 · 
2022 · 
2023 · 
2024 · 
2025